# Argentipallium
Argentipallium es un género de plantas con flores perteneciente a la familia de las asteráceas. Comprende 6 especies descritas y aceptadas.

## Taxonomía
El género fue descrito por Rune Bertil Nordenstam y publicado en Nuytsia 8(3) 1992

## Especies
A continuación se brinda un listado de las especies del género Argentipallium aceptadas hasta julio de 2012, ordenadas alfabéticamente. Para cada una se indica el nombre binomial seguido del autor, abreviado según las convenciones y usos.
- Argentipallium blandowskianum (Steetz ex Sond.) Paul G.Wilson
- Argentipallium dealbatum (Labill.) Paul G.Wilson
- Argentipallium niveum (Steetz) Paul G.Wilson
- Argentipallium obtusifolium (F.Muell. & Sond. ex Sond.) Paul G.Wilson
- Argentipallium spiceri (F.Muell.) Paul G.Wilson
- Argentipallium tephrodes (Turcz.) Paul G.Wilson